# Kilis (provins)

Karta över Turkiet med Kilis markerat.

Kilis är en provins i Turkiet. Den har totalt 114 724 invånare (2000) och en areal på 1239 km². Provinshuvudstad är Kilis.